# Johannes Gervé
Johannes Gervé (* 7. Februar 1965 in Karlsruhe) ist ein deutscher Maler, sein thematischer Schwerpunkt ist Landschaftsmalerei.

## Leben
Johannes Gervé studierte von 1984 bis 1991 als Meisterschüler von Klaus Arnold Malerei an der Staatlichen Akademie der Bildenden Künste Karlsruhe. Gervé ist Mitglied im Deutschen Künstlerbund.
Der Künstler lebt und arbeitet in Karlsruhe. Mit Wolfgang Deufel entwickelte er die Idee der „Golfzwerge“, die er gestaltete.

## Einzelausstellungen
- 1992: Kunstverein Rastatt, Pagodenburg
- 1993: Deutsch-Französische Industrie- und Handelskammer, Paris
- 1994: Galerie Akzente, Karlsruhe
- 1997: Städtische Galerie Friedrichsbau Stadt Bühl
- 1998: Städtische Galerie Villa Streccius, Landau
- 2000: Galerie Peter Fischinger, Stuttgart
- 2002: Galerie Meyer, Lüneburg
- 2004: Galerie SWR, Baden-Baden
- 2006: Mannheimer Kunstverein
- 2007: Galerie Janzen, Wuppertal
- 2008: Städtische Galerie Villa Streccius, Landau
- 2009: Galerie Wesner, Konstanz
- 2010: Galerie Molitoris, Hamburg
- 2010: Museum Schloss Ettlingen

## Ankäufe und Arbeiten in Sammlungen
- Sammlung Würth
- Städtische Galerie Karlsruhe
- Regierungspräsidium Stuttgart
- Regierungspräsidium Karlsruhe
- Kunstsammlung Sparkasse Calw
- Städtische Sammlung Bühl
- Kunstsammlung BBBank